# The Angel of Poverty Row
The Angel of Poverty Row è un cortometraggio muto del 1917 diretto da Colin Campbell. Prodotto dalla Selig Polyscope Company, il film aveva come interprete Bessie Eyton.

## Produzione
Il film fu prodotto dalla Selig Polyscope Company.

## Distribuzione
Distribuito dalla General Film Company, il film - un cortometraggio in una bobina - uscì nelle sale cinematografiche statunitensi il 2 ottobre 1917.